# Acontia notabilis
Acontia notabilis là một loài bướm đêm trong họ Noctuidae.